# Som sådden förnimmer Guds välbehag
Som sådden förnimmer Guds välbehag är psalm nummer 183 i Den svenska psalmboken 1986. Texten är skriven av Bengt E Nyström (1886-1959, matematiklärare i Stockholm) år 1936. Det är en psalm som passar under dagen men också på söndagen.

## Publicerad i
- 1937 års psalmbok som nr 458 under rubriken "Tidens skiften. Dagens tider."
- Den svenska psalmboken 1986 som nr 183 under rubriken "Dagens och årets tider. Under dagen."
- Psalmer och Sånger 1987 som nr 183 under rubriken "Dagens och årets tider. Under dagen."
- Svensk psalmbok för den evangelisk-lutherska kyrkan i Finland (1986) nr 468 under rubriken "Arbete och fritid"